# Heidemosnetwants
De heidemosnetwants (Acalypta nigrina) is een wants uit de familie van de Tingidae (netwantsen). De soort werd het eerst wetenschappelijk beschreven door Carl Fredrik Fallén in 1807.

## Uiterlijk
De ovaal gevormde netwants kan ongeveer 2 tot 3 mm lang worden (de langvleugelige varianten 1 mm langer dan de kortvleugelige). Net als de andere netwantsen hebben ze een fijnmazig netwerk van aders op hun vleugels. De vleugeladers zijn uniform van kleur. De antennes zijn niet behaard. het halsschild is naar voren gebogen maar steekt niet uit voorbij het midden van de ogen. De soort is kent voornamelijk kortvleugelige (brachypteer) maar ook zeer zelden langvleugelige (macropteer) individuen. Zonder genitaal onderzoek is de wants niet te onderscheiden van de graslandmosnetwants (Acalypta marginata).

## Leefwijze
De soort kent één generatie per jaar. De volgroeide wantsen kunnen vermoedelijk het hele jaar gevonden worden, waarnemingen zijn bekend uit de periode mei tot oktober, de eitjes woorden juli en augustus afgezet. De wantsen die nog niet geslachtsrijp zijn, overwinteren als volwassen wants en als nimf.  

## Leefgebied
Het verspreidingsgebied loopt van Europa en Azië, tot in Siberië. In Nederland is de soort zeer zeldzaam. Ze leven tussen mos en korstmossen in heidegebieden op zand- en veenbodem van midden Nederland tot in Noord-Holland. 